# 华义银行
华义银行成立于1920年，是一家由中国和意大利两国商人合办的银行，最初总行设于天津。1924年改组后中国董事将股本撤回，改为意商独资经营，总行业随之迁往上海。1940年宣告结业。

## 内部链接
- 天津華义银行大楼